# The Monsters Are Due on Maple Street
"The Monsters Are Due on Maple Street" is een aflevering van de Amerikaanse televisieserie The Twilight Zone. De aflevering werd geschreven door Rod Serling.

## Plot

### Opening
Maple Street, U.S.A., late summer. A tree-lined little road of front porch gliders, barbecues, the laughter of children, and the bell of an ice-cream vendor. At the sound of the roar and the flash of light, it will be precisely 6:43 p.m. on Maple Street. . . . This is Maple Street on a late Saturday afternoon, in the last calm and reflective moment — before the monsters came.
— Rod Serling

### Verhaal
Het is september. De straat Maple Street is gevuld met spelende kinderen en pratende volwassenen. Een schaduw glijdt langs hen en een luid gegrom is te horen, gevuld door een lichtflits. Later die avond ontdekken alle inwoners dat de elektriciteit is uitgevallen. Ze komen bij elkaar om de situatie te bespreken.
Steve besluit de stad in te gaan om te kijken wat er gaande is, maar zijn auto wil niet starten en hij besluit daarom te gaan lopen. Tommy, een jongen uit de straat, smeekt hem niet te gaan. Hij is ervan overtuigd dat dit alles een teken is van een naderende buitenaardse invasie. Volgens hem gaat zo’n invasie verder gepaard met de komst van als mensen vermomde aliens. Ondertussen heeft Les Goodman ook al geen geluk met het starten van zijn wagen. Wanneer hij terugloopt naar de anderen, start zijn auto opeens vanzelf.
Het mysterieuze gedrag van zijn auto maakt dat Les al snel als verdachte wordt gezien. De inwoners bespreken zijn nachtelijke uitjes en hoe hij vaak ’s nachts naar de lucht staat te kijken. Les beweert dat hij gewoon last heeft van slapeloosheid heeft. De situatie wordt er voor hem niet beter op wanneer in zijn huis als enige de elektriciteit weer gaat werken. Wanneer Steve probeert de gemoederen de bedaren, wordt hij de nieuwe verdachte. Charlie, een van de luidruchtigste en agressiefste inwoners, ondervraagt Steve over zijn hobby: het bouwen van een radio die nog nooit iemand heeft gezien.
Een man loopt door de donkere straat naar de menigte. Paniek breekt los en Charlie schiet de man neer. Wanneer de menigte hem bekijkt, blijkt het Pete Van Horn te zijn.
Opeens gaan de lampen in Charlies huis branden en hij raakt in paniek omdat hij beseft dat hij nu waarschijnlijk verdacht wordt. Hij rent naar zijn huis, achtervolgt door de menigte. In een wanhoopspoging probeert Charlie de verdenkingen af te schuiven op Tommy, daar hij als eerste met de alientheorie kwam. In verschillende huizen gaan nu de lichten aan en uit. Ook starten auto’s en grasmaaiers vanzelf. Er breekt een rel uit waarin iedereen de ander ervan verdenkt een alien te zijn.
De aflevering eindigt met twee buitenaardse wezens die de rel gadeslaan. Ze praten over alweer een geslaagde missie om de mensheid zichzelf te laten vernietigen door paniek te zaaien en plannen al hun volgende doel.

### Slot
The tools of conquest do not necessarily come with bombs and explosions and fallout. There are weapons that are simply thoughts, attitudes, prejudices to be found only in the minds of men. For the record, prejudices can kill, and suspicion can destroy, and the thoughtless, frightened search for a scapegoat has a fallout all of its own; for the children, and the children yet unborn. And the pity of it is that these things cannot be confined to The Twilight Zone.
— Rod Serling

## Rolverdeling
- Claude Akins: Steve Brand
- Barry Atwater: Mr. Goodman
- Jack Weston: Charlie
- Amzie Strickland: naamloze vrouw
- Anne Barton: Mrs. Brand
- Jan Handzlik: Tommy
- Burt Metcalfe: Don
- Mary Gregory: Sally
- Jason Johnson: oude man
- Leah Waggner: Mrs. Goodman
- Joan Sudlow: oude vrouw
- Ben Erway: Pete Van Horn
- Sheldon Allman: eerste alien
- William Walsh: tweede alien

## Nieuwe versie
Een nieuwe versie van de aflevering werd gemaakt in de tweede heropleving van de serie. In deze aflevering, getiteld "The Monsters Are On Maple Street", verdenken de buren elkaar er echter van terroristen te zijn in plaats van aliens. Ook is in de remake de stroomuitval niet het werk van aliens, maar van de Amerikaanse overheid die de straat als testobject gebruikt om te zien hoe mensen op paniek reageren.

## Trivia
- Het thema van de aflevering werd ook gebruikt in de film The Trigger Effect uit 1996.
- Een aflevering van Ed, Edd, & Eddy is gebaseerd op deze aflevering.